# Baron von Tollbooth & the Chrome Nun
Baron von Tollbooth & the Chrome Nun è un album di Paul Kantner, Grace Slick, e David Freiberg componenti dei Jefferson Airplane.  Questo album venne realizzato contemporaneamente a Thirty Seconds Over Winterland.  Tutti i membri dei Jefferson Airplane hanno dato il loro contributo a questo disco, ma, in più, in alcuni brani Jerry Garcia dei Grateful Dead suona la chitarra e Chris Ethridge dei Flying Burrito Brothers il basso.

## L'album
L'album segna parzialmente un ritorno alle sonorità originali del gruppo, trattando di temi variegati, tra cui psichedelia, tradizione rivoluzionaria, sessualità femminile e ossessioni spaziali.

## Tracce

### Lato A
1. "Ballad of the Chrome Nun" (David Freiberg / Grace Slick) — 3:59
2. "Fat" (Grace Slick) — 3:13
3. "Flowers of the Night" (Jack Traylor) — 4:13
4. "Walkin'" (Paul Kantner / Grace Slick) — 2:31
5. "Your Mind Has Left Your Body" (Paul Kantner) — 5:45

### Lato B
1. "Across the Board" (Grace Slick) — 4:34
2. "Harp Tree Lament" (David Freiberg / Robert Hunter) — 3:34
3. "White Boy (Transcaucasian Airmachine Blues)" (Paul Kantner) — 4:13
4. "Fishman" (Grace Slick) — 2:40
5. "Sketches of China" (Paul Kantner / Grace Slick) — 5:13

## Esecutori
Ballad of the Chrome Nun
- David Freiberg - Piano / Voce
- John Barbata -  Percussioni
- Chris Ethridge - Basso
- Craig Chaquico - Chitarra
- Jerry Garcia - Chitarre
- Paul Kantner - Chitarra/ Voce
- Grace Slick - Voce
- David Crosby - Voce

Fat
- Grace Slick - Piano / Voce
- Chris Ethridge - Bass
- John Barbata - Percussioni
- Paul Kantner - Chitarra / Voce
- Jerry Garcia - Chitarra
- David Freiberg - Tastiere
- The Pointer Sisters - Coro

Flowers of the Night
- Jack Traylor - Chitarra Acustica/ Voce
- Paul Kantner - Electric Rhythm Guitar / Voce
- Craig Chaquico - Chitarra solista
- John Barbata - Batteria
- Chris Ethridge - Basso
- David Freiberg - Tastiere / Voce
- Grace Slick - Voce

Walkin'
- John Barbata - Percussioni
- Chris Ethridge - Basso
- Paul Kantner - Chitarra/ Voce
- Jerry Garcia - Chitarra solista/ Banjo
- Grace Slick - Piano / Voce
- Papa John Creach - Violino
- David Freiberg - Voce

Your Mind Has Left Your Body
- Paul Kantner - Chitarra a 12 corde / Voce
- Grace Slick - Piano / Voce
- David Freiberg - Tastiere/ Voce
- Jerry Garcia - chitarra
- John Barbata - Batteria
- Jack Casady - Basso
- Mickey Hart - Gong / Water Phones
- Jorma Kaukonen - Chitarra solista

Across the Board
- Grace Slick - Piano / Voce
- Chris Ethridge - Basso
- John Barbata - Batteria
- Jerry Garcia - Chitarra
- David Freiberg - Tastiere

Harp Tree Lament
- David Freiberg - Piano / tastiere / Voce
- John Barbata - Batteria
- Chris Ethridge - Basso
- Paul Kantner - Chitarra / Glass Harp / Voce
- Grace Slick - Voce

White Boy (Transcaucasian Airmachine Blues)
- Paul Kantner - Chitarra / Glass Harmonica / Voce
- Grace Slick - Piano / Voce
- John Barbata - Percussioni
- Jack Casady - Basso
- David Freiberg - tastiere / Voce
- Jerry Garcia - Chitarra solista
- Jack Traylor - Voce

Fishman
- Grace Slick - Piano / Voce
- John Barbata - Percussioni
- Jack Casady - Basso
- Craig Chaquico - Chitarra
- Jerry Garcia - Chitarra

Sketches of China
- Paul Kantner - Chitarra a 12 corde / Voce
- Grace Slick - Piano / Voce
- John Barbata - Batteria
- Chris Ethridge - Basso
- David Freiberg - Tastiere / Voce
- Mickey Hart - Gong
- Jerry Garcia - Chitarra solista
- Jack Traylor - Voce

### Produzione
- Produttori: Paul Kantner, Grace Slick, David Freiberg
- Registrazione: Bob Matthews, Betty Cantor, and Jim Gaines
- Missaggio: Al Schmitt, Bob Matthews, and Betty Cantor
- Registrato e missato agli studi Wally Heider's, San Francisco
- Masterizzato a The Lacquer Channel, Sausalito
- Illustrazione: Drew Struzan, Bill Garland
- Manager: Bill Thompson